# Puggle

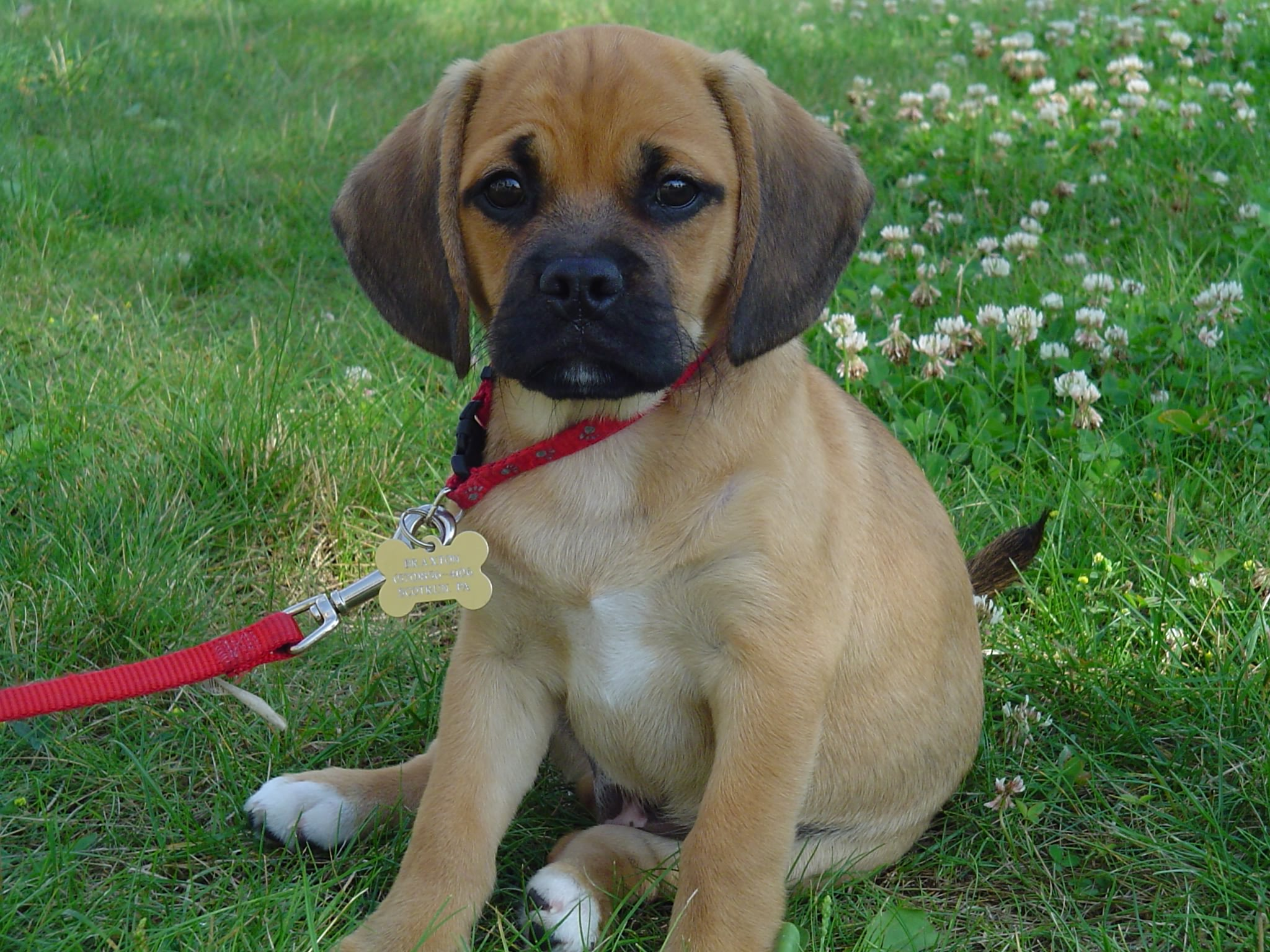
Un puggle.

Le puggle est un chien issu du croisement d'un beagle femelle et un carlin mâle. Le mot « puggle » vient d'une contraction des mots « beagle » et « pug », qui signifie « carlin » en anglais. Il s'agit donc d'un métissage de deux chiens de race.
Les premiers croisements hybrides eurent lieu dans les années 1980, mais sa commercialisation commença dans les années 2000. Le puggle partage les traits de ses parents : c'est un petit chien, dont la couleur peut varier, au museau court.
Le puggle n'est pas reconnu comme une race par les principaux clubs canins.
Le puggle peut peser entre 15 et 30 livres (ce qui correspond environ à 7 kg et 14 kg) à sa taille adulte et mesurer entre 10 et 15 pouces (de 25 à 38 centimètres) au garrot.

## Aspect
Avec un front ridé et un corps solide, les puggles peuvent avoir différentes couleurs de robe : fauve, noir et blanc (certains possèdent même jusqu'à trois couleurs). 
Leurs oreilles sont tombantes, ce qui leur donne l'aspect d'un roquet.

## Caractère
Tendres et aimant s'amuser, ils sont très actifs et ont besoin d'amour. Ils aiment la compagnie des humains et ne supportent pas de rester seuls pendant de longues périodes. Ainsi ils sont donc un excellent choix pour les familles avec des enfants et autres animaux.
Ces chiens sont très actifs : ainsi de longues balades ne leur déplaisent pas. Attention, dix minutes de balade ne suffisent pas à un chien, quel qu'il soit !

## Éducation
Il paraîtrait que les puggles sont difficiles à éduquer; ceci est un mythe. Mais il faut reconnaître que comme les enfants, ils sont toujours occupés à jouer et ne pensent à autre chose.
Avec un peu de positivité, on peut enseigner à ces chiens à s'asseoir, à donner la patte, etc. Mais attention à ne jamais élever la voix ou le frapper car il en résultera que son niveau d'obéissance en sera diminué.

## Toilettage
Avec un poil court, le toilettage du puggle est relativement simple. Il suffit de quelques minutes de brossage avec une brosse à poils doux une fois par semaine pour supprimer les poils morts. Il faut par contre faire attention aux oreilles qui sont sujettes aux infections.